# Haplochromis pappenheimi
Haplochromis pappenheimi is een straalvinnige vissensoort uit de familie van de cichliden (Cichlidae). De wetenschappelijke naam van de soort is voor het eerst geldig gepubliceerd in 1914 door George Albert Boulenger.